# Mülsen
Mülsen ist eine Gemeinde in Sachsen. Sie erstreckt sich im Landkreis Zwickau entlang des Mülsenbachs, der ein rechter Zufluss der Zwickauer Mulde ist.

## Geografie

### Geografische Lage

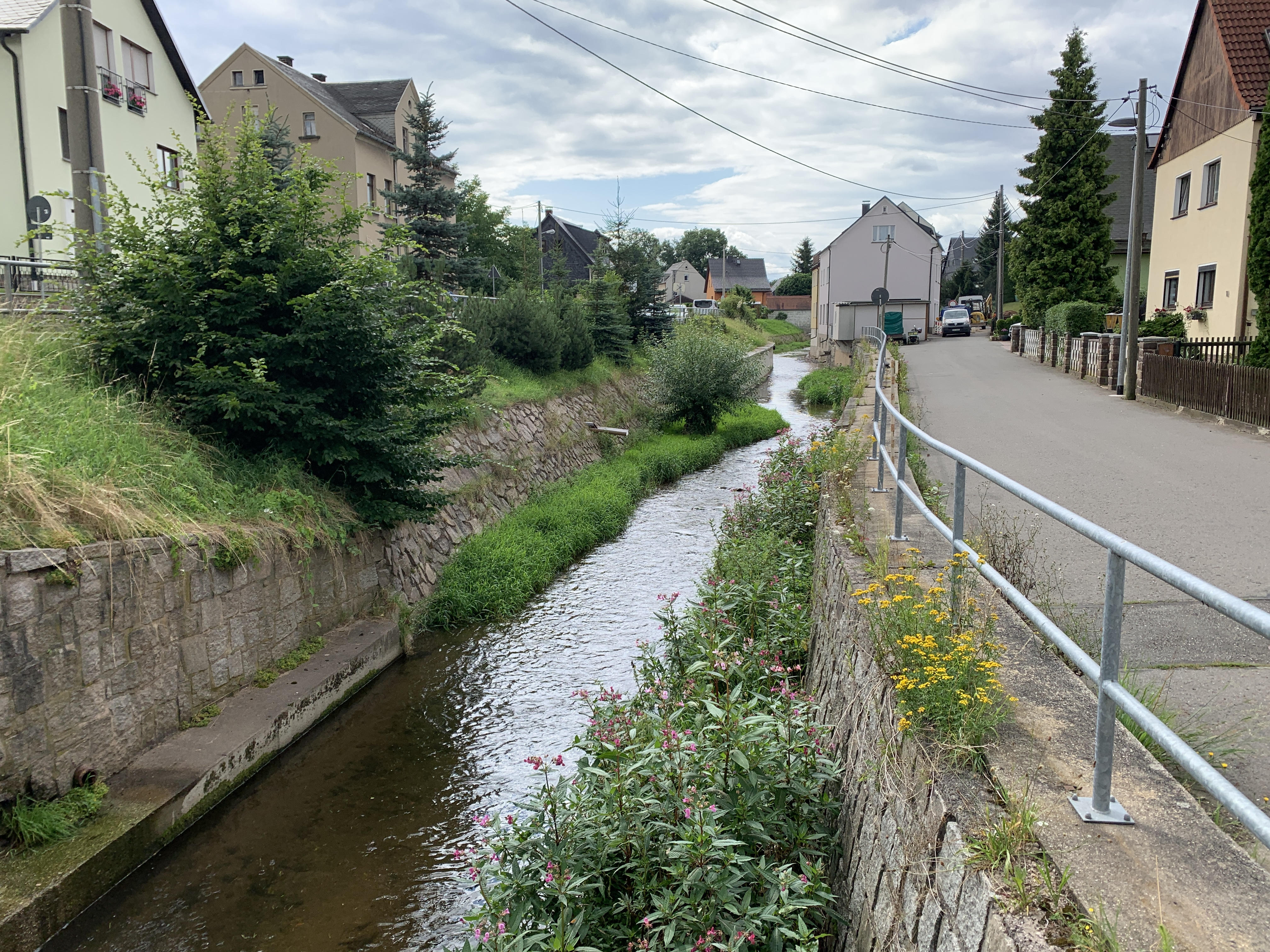
Der Mülsenbach in Mülsen St. Micheln

Die Gemeinde Mülsen bzw. der Mülsengrund ist ein sehr dicht bebautes Seitental östlich der Zwickauer Mulde und liegt im Südwesten des Freistaates Sachsen im Zwickauer Landkreis. Mülsen gehört zudem zur westlichen Seite des erzgebirgischen Beckens und erstreckt sich auf einer Länge von gut 15 Kilometer.
Der zur Gemeinde gehörende Mülsenbach fließt auf einer Länge von 17 Kilometer in nordwestlicher Richtung durch das Tal entlang von acht Ortsteilen des Mülsengrundes und mündet in die Zwickauer Mulde. In weiten Teilen des Mülsengrundes wird Westerzgebirgisch gesprochen.

### Geologie
Am Rande des erzgebirgischen Beckens überdecken die Mülsner Schichten des Oberrotliegenden große Teile des Unterrotliegenden. Diese Schichten bestehen aus kleinstückigen Konglomeraten. Wenn der Boden im Frühjahr und im Herbst aufgeackert wird, kann man das kräftige Rotbraun dieser feinsandigen, lehmig-tonigen Böden besonders gut erkennen. Diese haben gute bis mittlere Qualität. Da sich die Böden durch die Rotfärbung schneller erwärmen, sind die Bedingungen für ausgezeichnetes Wachstum vorhanden.Charakteristisch für Mülsen und den Mülsengrund sind die schluchtartigen Seitentäler, durch die speziell die linke Talseite geprägt ist. Die Bauern nutzten sie in früheren Zeiten als Niederwald.

### Hochwasserschutz
Aufgrund der Tallage des Mülsengrundes und dem Verlauf des Mülsengrundbaches durch einen Großteil des Ortes wird auf den Hochwasserschutz zunehmend mehr Gewicht gelegt.

### Nachbargemeinden
|                                         | Stadt Glauchau im Landkreis Zwickau         | Stadt Lichtensten im Landkreis Zwickau |
| Stadt Zwickau im Landkreis Zwickau      | Kompassrose, die auf Nachbargemeinden zeigt | Stadt Oelsnitz im Erzgebirgskreis      |
| Gemeinde Reinsdorf im Landkreis Zwickau | Stadt Wildenfels im Landkreis Zwickau       | Stadt Hartenstein im Landkreis Zwickau |

### Gemeindegliederung
Am 1. Januar 1999 entstand aus den Gemeinden Ortmannsdorf, Mülsen St. Niclas, Mülsen St. Jacob, Mülsen St. Micheln, Niedermülsen, Stangendorf, Thurm und Wulm die neue Gemeinde Mülsen, die größte Gemeinde Sachsens ohne Stadtrecht; sie gilt auch als „längste“ Gemeinde Sachsens.
Die Mülsener Fluren liegen fast alle in der Trinkwasserschutzzone, daher wird es in dieser Region auch keine größeren Gewerbeansiedlungen geben, so dass die Gemeinde ihre Zukunft unter anderem im Ausbau des sanften Tourismus sieht. Wanderwege sind ausgebaut und ausgeschildert.

## Geschichte
Die Besiedlung des Tals erfolgte im 12. Jahrhundert. Die Schönburgischen Herrschaften Glauchau, Lichtenstein und Hartenstein, die den Mülsengrund lange beherrschten, unterstanden direkt Kaiser Friedrich Barbarossa. Nach und nach gründeten zugezogene Siedler Waldhufendörfer entlang des Mülsenbachs. Als erstes wird 1212 Ortwinestorf (Ortmannsdorf) erwähnt, Niedermülsen als letztes 1454. Friedrich XI. von Schönburg, Herr zu Glauchau (ersterwähnt 1341, † 1389) und sein Sohn Veit I. (ersterwähnt 1370, † 1422) kauften am 5. April 1382 gemeinsam Lichtenstein und Thurm.
Im Jahr 1219 ist der Adlige Albertus de Ortwinestorff urkundlich für Ortmannsdorf belegt. Und 1278 Albertus miles dictus de Oertwynster. Daher vermutet man in Ortmannsdorf einen Rittersitz oder eine Burg. Die von Ortmannsdorf scheinen zu einer Gruppe von Adelsfamilien gehört zu haben, die maßgeblich an der Besiedelung des Erzgebirges beteiligt waren.
In Mülsen existierte (im 16. Jahrhundert?) ein Vorwerk der schönburgischen Herrschaft Glauchau.
Das Rittergut Thurm gehörte grundherrlich zur Herrschaft Glauchau der Herren von Schönburg: Laut einem Glauchauer Amtsbuch aus dem Jahr 1536 (Bl. 22) fallen Ponitz, Mosel und Thurm unter die „Ritterlehen vnd Erbarmannschafft mit yrer folge vnd dynstenn in diese Herrschafft vnd Ampth Glaucha(u) gehorende“. Ende des 15. Jahrhunderts saßen die Herren von Weißenbach auf Rittergut und Schloss Thurm. Sie besaßen das Rittergut als schönburgisches Lehen und mussten daher Steuern an die Herrschaft Glauchau abführen. Die Obergerichtsbarkeit der Rittergüter Thurm und Mosel lag im 16. Jahrhundert beim jeweiligen Rittergutsbesitzer, obwohl es sich um schönburgische Lehen des Amtes Glauchau handelte. Wegen aller steuerrechtlichen und lehnsrechtlichen Belange durften sich diese Rittergutsbesitzer direkt an den schönburgischen Landesherren in Glauchau wenden. Sie hatten also eine weitgehende rechtliche Freiheit vom Amt Glauchau.
| Ort                                                                                          | zugehörige Herrschaft          | Zeitraum des schönburgischen Besitzes | Bemerkungen                     |
| -------------------------------------------------------------------------------------------- | ------------------------------ | ------------------------------------- | ------------------------------- |
| Ortmannsdorf (Wildenfelser Anteil), Marienau                                                 | Herrschaft Wildenfels          |                                       | Marienau ist um 1850 entstanden |
| Ortmannsdorf (Hartensteiner Anteil) mit dem Rittergut und Neudörfel (ab 1923: Neuschönburg)  | niedere Grafschaft Hartenstein | 1406–1878                             | kleiner Anteil                  |
| Ortmannsdorf (Lichtensteiner Anteil) mit dem Rittergut und Neudörfel (ab 1923: Neuschönburg) | Herrschaft Lichtenstein        | 1286–1878                             | kleiner Anteil                  |
| Mülsen St. Niclas, Mülsen St. Jacob                                                          | niedere Grafschaft Hartenstein | 1406–1878                             |                                 |
| Mülsen St. Micheln, Stangendorf, Thurm                                                       | Herrschaft Lichtenstein        | 1286–1878                             |                                 |
| Niedermülsen, Berthelsdorf und Wulm                                                          | Herrschaft Glauchau            | 1256–1878                             |                                 |

Zwischen Mülsen und Zwickau-Pöhlau liegt die „Mülsener Höhe“ auf einem Bergrücken, der parallel zum Mülsengrund verläuft, direkt an der Hauptstraße in Richtung Zwickau. Hier erinnert – direkt an einer Wegegabelung – ein Gedenkstein mit Inschrift an Ereignisse der Napoleonischen Kriege. Am 29. Mai 1813 kam es hier zu Kampfhandlungen, als ein französischer Artilleriepark, der auf dem Marsch von Zwickau nach Dresden war, von einem preußischen Streifcorps unter Führung des Rittmeisters von Colomb angegriffen wurde. Die Franzosen flohen oder gerieten in Kriegsgefangenschaft.
Die Preußen sprengten deren Munitionswagen und vernagelten die zurückgelassenen französischen Kanonen. Dazu trieb man einen Nagel in das Zündloch, der den Zündkanal zum Hauptrohr versperrte.

Im Zweiten Weltkrieg existierte vom 27. Januar 1944 bis 13. April 1945 in Mülsen St. Micheln ein Außenlager des KZ Flossenbürg, von dem aus mehr als 1.100 Häftlinge unter unmenschlichen Bedingungen Zwangsarbeit in einem ausgelagerten Zulieferbetrieb der Luftrüstung verrichten mussten. Die Tarnfirma Gross GmbH gehörte zum Erla Maschinenwerk in Leipzig. 198 Menschen verbrannten bei lebendigem Leibe, als SS-Wachmannschaften die Löschung eines Großbrands verhinderten. Ein Aufstand von Häftlingen führte zu weiteren Todesopfern. Im April 1945 wurden die noch vorhandenen Häftlinge auf einen Todesmarsch in Richtung Litoměřice (Leitmeritz) getrieben, wobei 83 von ihnen in Schlema ermordet wurden. Ein Teil der Toten wurde exhumiert und in Urnen unterhalb des VVN-Denkmals im Zwickauer Schwanenteichpark bestattet.

### Burgstall Wasserburg in Mülsen St. Jacob
Direkt südlich an das Kirchenareal anschließend verzeichnen Meilenblätter Grabenreste. Wohl von Wassergräben. Daher vermutet man hier eine frühdeutsche Wasserburg. Urkundliche Belege für einen Rittersitz gibt es keine und bis dato (1981) hatte man hier keine Funde gemacht.
Das gedruckte Verzeichnis der geschützten Bodendenkmale im Bezirk Karl-Marx-Stadt von 1983 (Volkmar Geupel) listet die Anlage nicht mit auf.

### Burgstall Wahl in Thurm (Mülsen)
Ein Meilenblatt (um 1790) verzeichnet im Nordwesten von Thurm eine Wallanlage mit Wassergraben um ein ehemaliges Gut von etwa 75 × 50 m Maßen. Die Anlage wurde als „Wahl“ oder „Schloß“ betitelt. Als Volkmar Geupel die Anlage 1983 in das gedruckte Verzeichnis geschützter Bodendenkmale des Bezirkes Karl-Marx-Stadt eintrug (Schutzstatus besteht seit 18. Januar 1971) war die Anlage oberirdisch unsichtbar da „völlig überbaut“. Es handelt sich offenbar um eine mittelalterliche Wasserburg.
Funde wurden bis 1983 hier keine gemacht und urkundliche Quellen existieren dazu keine.
Die Anlage bzw. ihr Standort befindet sich am nordwestlichen Ortsausgang in der Aue des Mülsenbaches. Seit 1599 ist ein Rittergut in Thurm urkundlich belegt.

### Ehemaliges Vorwerk Neudörfel (Mülsen)
Wie ein alter schönburgischer Stammbaum bildlich zeigt, existierte in Neudörfel ein schlossartiges Vorwerk der Herren von Schönburg. 1923 wurde Neudörfel in Neuschönburg umbenannt. 1936 wurde Neuschönburg nach Ortmannsdorf eingemeindet. Das Vorwerk Neudörfel gehörte zur fürstlich Schönburg-Waldenburgischen Herrschaft Lichtenstein. Um 1830/1840 wurde ein Neubau des Vorwerks errichtet. Im Areal des Vorwerks soll sich der Überlieferung nach zuvor ein Kloster befunden haben, von dem sich bis um 1830 eine Kapelle erhalten hatte. Tatsächlich ist eine Kapelle auf der Abbildung des Vorwerks auf einem schönburgischen Stammbaum (um 1760?) zu sehen. Es könnte sich aber auch um eine Gutskapelle handeln. Von diesen Gebäuden blieb wohl nichts erhalten. Von 1781 bis 1787 war das „Vorwergk … zu Neudörfel“ an Johann Gottfried Müller verpachtet.
1533 kam Vorwerk Neudörfel mit der zugehörigen Brettmühle (Sägemühle) in Besitz des Wilhelm von Geilsdorf, Vasall der Schönburger. Sein Nachfolger Heinrich von Geilsdorf lässt hier ab 1569 Gutshäuser (für Gesinde) bauen, da das Gut zuvor nur wenige Fröhner hier ansässig zur Verfügung hatte. Im Wiesengrund legte man eine „Gräserei“ an. Valentin Horn, ehemaliger Diener bei denen von Geilsdorf, wurde hier erster Häuslerbewohner. Er erhielt die Schankerlaubnis für Lichtensteiner Bier. Die Häusler mussten auf dem Gut Neudörfel etliche Frondienste und Treiberdienste bei Treibjagden leisten. 1585 kaufte die schönburgische Herrschaft Lichtenstein das Rittergut Neudörfel. Es wurde fortan durch Pächter oder Verwalter betrieben.

### Burgstall Hausteich in Neuschönburg (Mülsen)
Im heutigen Neuschönburg, bis 1923 Neudörfel, befindet sich am Mülsenbach der sogenannte Hausteich gegenüber dem ehemaligen Vorwerk Neudörfel.
Eine mittelalterliche Wasserburg wird auf der Insel des Teiches vermutet. Bestätigende Urkundenquellen fehlen offenbar. Im Jahr 1981 war die Insel überflutet. Diese Überflutung steht wohl im Zusammenhang mit einer 1833 erfolgten Erhöhung des Teichdammes. Bis 1981 lagen von der Anlage weder Funde noch Befunde vor. Der Mülsenbach heißt im Oberlauf auch Neuschönburger Hegebach und durchfließt eine Reihe von Teichen: Wolfsteich, Hausteich, Brettteich (benannt nach der Brettmühle/Sägemühle in Neuschönburg bzw. Neudörfel), Zschockener Teich, Oelsnitzer Teich und den Schwarzen Grabenteich.
Das gedruckte Verzeichnis der geschützten Bodendenkmale im Bezirk Karl-Marx-Stadt von 1983 (Volkmar Geupel) listet die Anlage nicht mit auf.

### Religionen
Im Mülsengrund gibt es eine vielfältige Landschaft von Religionsgemeinschaften. Neben der evangelisch-lutherischen Kirchgemeinde gibt es die stark vertretene Arbeit der Landeskirchlichen Gemeinschaft, genauso wie die evangelisch-methodistische, die neuapostolische Kirche und übergemeindliche Einrichtungen.
Der heutige Kirchturm der evangelisch-lutherischen Kirche Zum Heiligen Kreuz in Ortmannsdorf stammt aus dem Jahre 1774, die heute stehende romanische Kirche wurde 1856 errichtet.
Die evangelisch-lutherische Kirche St. Urban in Thurm wurde 1731 eingeweiht und 1886 umfassend renoviert.
Weitere Kirchen:
- Evangelisch-lutherische Kirche St. Nicolai Mülsen St. Niclas
- Evangelisch-lutherische Kirche St. Jacobus d. Ältere Mülsen St. Jacob
- Evangelisch-lutherische Kirche St. Michael Mülsen St. Micheln
- Evangelisch-lutherische Kirche St. Urban Thurm
- Landeskirchliche Gemeinschaften in Ortmannsdorf, Mülsen St. Niclas, Mülsen St. Jacob, Mülsen St. Micheln, Stangendorf und Thurm[24]
- Römisch-katholische Gemeinde Mariä Verkündigung in Mülsen, Kirche 31. Oktober 1999 geweiht, 2022 profaniert und verkauft[25]
- Evangelisch-methodistische Gemeinde Mülsen
- Neuapostolische Kirche in Thurm

### Eingemeindungen
| Ehemalige Gemeinde                                              | Datum      | Anmerkung                                                                                      |
| --------------------------------------------------------------- | ---------- | ---------------------------------------------------------------------------------------------- |
| Neuschönburg (vor 1923: Neudörfel)                              | 01.04.1936 | Eingemeindung nach Ortmannsdorf                                                                |
| Berthelsdorf                                                    | 01.04.1938 | Eingemeindung nach Wulm                                                                        |
| Mülsen St. Niclas                                               | 01.01.1999 | Zusammenschluss mit 7 weiteren Gemeinden zu Mülsen                                             |
| Mülsen St. Jacob                                                | 01.01.1999 | Zusammenschluss mit 7 weiteren Gemeinden zu Mülsen                                             |
| Mülsen St. Micheln                                              | 01.01.1999 | Zusammenschluss mit 7 weiteren Gemeinden zu Mülsen                                             |
| Niedermülsen                                                    | 01.01.1999 | Zusammenschluss mit 7 weiteren Gemeinden zu Mülsen                                             |
| Ortmannsdorf mit Marienau und Neuschönburg(vor 1923: Neudörfel) | 01.01.1999 | Zusammenschluss mit 7 weiteren Gemeinden zu Mülsen, Neudörfel gehört seit 1936 zu Ortmannsdorf |
| Stangendorf                                                     | 01.01.1999 | Zusammenschluss mit 7 weiteren Gemeinden zu Mülsen                                             |
| Thurm                                                           | 01.01.1999 | Zusammenschluss mit 7 weiteren Gemeinden zu Mülsen                                             |
| Wulm                                                            | 01.01.1999 | Zusammenschluss mit 7 weiteren Gemeinden zu Mülsen                                             |

### Einwohnerentwicklung
| Entwicklung der Einwohnerzahl (31. Dezember) |              |              |              |              |
| 1998: 13.313                                 | 2002: 12.702 | 2006: 12.378 | 2013: 11.626 | 2019: 11.057 |
| 1999: 13.041                                 | 2003: 12.869 | 2007: 12.460 | 2014: 11.584 |              |
| 2000: 12.949                                 | 2004: 12.607 | 2008: 12.305 | 2015: 11.510 |              |
| 2001: 12.798                                 | 2005: 12.489 | 2012: 11.701 | 2018: 11.113 |              |

## Politik

### Gemeinderat
Seit der Gemeinderatswahl vom 9. Juni 2024 verteilen sich die Sitze des Gemeinderates folgendermaßen auf die einzelnen Gruppierungen:
- Freie Wähler Mülsen e. V.: 8 Sitze
- GEmeinde GEmeinsam GEstalten (3 GE): 3 Sitze
- AfD: 4 Sitze (ein Sitz bleibt mangels Kandidaten unbesetzt)
- CDU: 4 Sitze
- SPD: 1 Sitz
- LINKE: 1 Sitz

| Sitzverteilung im Gemeinderat Mülsen 2024Insgesamt 21 Sitze - Linke: 1 - SPD: 1 - 3 GE: 3 - FW: 8 - CDU: 4 - AfD: 4 Ein Sitz der AfD bleibt unbesetzt. Der Gemeinderat verkleinert sich entsprechend. | Jahr                                           | 2024   | 2024   | 2019   | 2019   | 2014   | 2014   |
| Sitzverteilung im Gemeinderat Mülsen 2024Insgesamt 21 Sitze - Linke: 1 - SPD: 1 - 3 GE: 3 - FW: 8 - CDU: 4 - AfD: 4 Ein Sitz der AfD bleibt unbesetzt. Der Gemeinderat verkleinert sich entsprechend. | Jahr                                           | Sitze  | in %   | Sitze  | in %   | Sitze  | in %   |
| Sitzverteilung im Gemeinderat Mülsen 2024Insgesamt 21 Sitze - Linke: 1 - SPD: 1 - 3 GE: 3 - FW: 8 - CDU: 4 - AfD: 4 Ein Sitz der AfD bleibt unbesetzt. Der Gemeinderat verkleinert sich entsprechend. | Freie Wähler/Aktive, unabhängige Bürger Mülsen | 8      | 37,1   | 8      | 34,4   | 8      | 33,1   |
| Sitzverteilung im Gemeinderat Mülsen 2024Insgesamt 21 Sitze - Linke: 1 - SPD: 1 - 3 GE: 3 - FW: 8 - CDU: 4 - AfD: 4 Ein Sitz der AfD bleibt unbesetzt. Der Gemeinderat verkleinert sich entsprechend. | AfD                                            | 4      | 23,0   | 1      | 11,9   | –      | –      |
| Sitzverteilung im Gemeinderat Mülsen 2024Insgesamt 21 Sitze - Linke: 1 - SPD: 1 - 3 GE: 3 - FW: 8 - CDU: 4 - AfD: 4 Ein Sitz der AfD bleibt unbesetzt. Der Gemeinderat verkleinert sich entsprechend. | CDU                                            | 4      | 19,9   | 3      | 14,0   | 7      | 29,9   |
| Sitzverteilung im Gemeinderat Mülsen 2024Insgesamt 21 Sitze - Linke: 1 - SPD: 1 - 3 GE: 3 - FW: 8 - CDU: 4 - AfD: 4 Ein Sitz der AfD bleibt unbesetzt. Der Gemeinderat verkleinert sich entsprechend. | GEmeinde GEmeinsam GEstalten                   | 3      | 12,8   | 4      | 15,3   | –      | –      |
| Sitzverteilung im Gemeinderat Mülsen 2024Insgesamt 21 Sitze - Linke: 1 - SPD: 1 - 3 GE: 3 - FW: 8 - CDU: 4 - AfD: 4 Ein Sitz der AfD bleibt unbesetzt. Der Gemeinderat verkleinert sich entsprechend. | Die Linke                                      | 1      | 04,2   | 1      | 07,0   | 2      | 11,1   |
| Sitzverteilung im Gemeinderat Mülsen 2024Insgesamt 21 Sitze - Linke: 1 - SPD: 1 - 3 GE: 3 - FW: 8 - CDU: 4 - AfD: 4 Ein Sitz der AfD bleibt unbesetzt. Der Gemeinderat verkleinert sich entsprechend. | SPD                                            | 1      | 02,9   | –      | 03,6   | 1      | 06,1   |
| Sitzverteilung im Gemeinderat Mülsen 2024Insgesamt 21 Sitze - Linke: 1 - SPD: 1 - 3 GE: 3 - FW: 8 - CDU: 4 - AfD: 4 Ein Sitz der AfD bleibt unbesetzt. Der Gemeinderat verkleinert sich entsprechend. | Impuls Mülsen                                  | –      | –      | 3      | 11,8   | 4      | 16,0   |
| Sitzverteilung im Gemeinderat Mülsen 2024Insgesamt 21 Sitze - Linke: 1 - SPD: 1 - 3 GE: 3 - FW: 8 - CDU: 4 - AfD: 4 Ein Sitz der AfD bleibt unbesetzt. Der Gemeinderat verkleinert sich entsprechend. | Grüne                                          | –      | –      | –      | 02,0   | –      | 01,3   |
| Sitzverteilung im Gemeinderat Mülsen 2024Insgesamt 21 Sitze - Linke: 1 - SPD: 1 - 3 GE: 3 - FW: 8 - CDU: 4 - AfD: 4 Ein Sitz der AfD bleibt unbesetzt. Der Gemeinderat verkleinert sich entsprechend. | FDP                                            | –      | –      | –      | –      | –      | 02,3   |
| Sitzverteilung im Gemeinderat Mülsen 2024Insgesamt 21 Sitze - Linke: 1 - SPD: 1 - 3 GE: 3 - FW: 8 - CDU: 4 - AfD: 4 Ein Sitz der AfD bleibt unbesetzt. Der Gemeinderat verkleinert sich entsprechend. | Wahlbeteiligung                                | 73,2 % | 73,2 % | 66,1 % | 66,1 % | 54,8 % | 54,8 % |

### Bürgermeister
- 23. Juli 1999 bis 25. Juli 2006: Reiner Müller (CDU)
- 26. Juli 2006 bis 31. Oktober 2020: Hendric Freund (parteilos)
- seit 1. November 2020: Michael Franke (Freie Wähler)[35]

| Wahl | Bürgermeister  | Vorschlag | Wahlergebnis (in %) |
| ---- | -------------- | --------- | ------------------- |
| 2020 | Michael Franke | FW        | 57,7                |
| 2013 | Henric Freund  | Freund    | 51,7                |
| 2006 | Henric Freund  | Freund    | 53,6                |

### Ortspartnerschaften
Partnergemeinde von Mülsen (ursprünglich von Thurm) ist die Gemeinde
- Ober-Ramstadt in Hessen

## Kultur und Sehenswürdigkeiten

### Museen
Das Härtelhaus in Mülsen St. Jacob gilt als das Heimatmuseum des Mülsengrundes schlechthin. Der Heimatverein Mülsen St. Jacob e. V. hat hier in jahrelanger Arbeit Ausstellungsstücke zusammengetragen, die vor allem die Geschichte der Haus- und Handweberei im Mülsengrund dokumentieren. Ein weiteres, kleineres Heimatmuseum befindet sich in Mülsen St. Niclas. Es wird vom dortigen Heimatverein Mülsen e. V. gepflegt. Die beiden genannten Vereine verfolgen allerdings unterschiedliche Wege und Ziele bei der bzw. zur Pflege des Brauchtums und dergleichen im Mülsengrund.
In Mülsen St. Micheln gibt es seit 1999 ein Schulmuseum. Dieses war viele Jahre in der ehemaligen Grundschule untergebracht und befindet sich seit 2019 im Haus der Vereine.

### Musik
Mülsen hat in der Vergangenheit einige wenige Chöre und Gesangs- oder Spielvereine besessen. Am bekanntesten in der hiesigen Region und darüber hinaus sind der Posaunenchor Mülsen und die Mülsener Musikanten. Auch einige Bands bzw. Gruppen haben sich in Mülsen gegründet und sind über die Kreis- und Bezirksgrenzen hinaus bekannt: „Instructive“ sind bereits als Vorgruppe der Band Silbermond aufgetreten. Viele Jahre hat auch die aus Mülsen stammende Band „Epilog“ über die Region hinaus eine große Bekanntheit erlangt.
Zu den musikalischen Höhepunkten in Mülsen zählt der alljährliche Orgeltag, der gleichzeitig mit dem Radlersonntag veranstaltet wird. Seit 2004 werden in den fünf Kirchen der einzelnen Mülsner Ortsteile verschiedene Orgelwerke gespielt.
In der Kirche des Ortsteiles Ortmannsdorf spielt seit Juli 2004 alljährlich das Ensemble Amadeus aus Dennheritz, einem Nachbarort von Mülsen, Werke verschiedener Komponisten und Musiker für Liebhaber der klassischen Kammermusik.

### Bauwerke
In Mülsen gibt es nur wenige Bauwerke, die über die Grenzen der hiesigen Region hinaus bekannt sind. Fünf Kirchenbauwerke stehen in fünf Ortsteilen. Es existieren zahlreiche ältere, dem Denkmalschutz unterliegende Gebäude, wie zum Beispiel das Härtelhaus und diverse Bauerngehöfte entlang des Mülsengrundes.
Zu erwähnen wäre der Amorsaal, ein Konzertsaal in Mülsen St. Niclas, der sich vor allem zu DDR-Zeiten großer Beliebtheit erfreute und auch in heutiger Zeit viele Konzerte anbietet. Zu DDR-Zeiten war der Amorsaal ein Treffpunkt der Blueserszene.
Eines der ältesten Gasthäuser im Mülsengrund ist der Gasthof Thurm. Dieser wurde bereits im Jahr 1570 erbaut. Zu erwähnen sind auch der agrarhistorische Hof in Niedermülsen und das Schloss neben der Kirche St. Urban in Thurm.

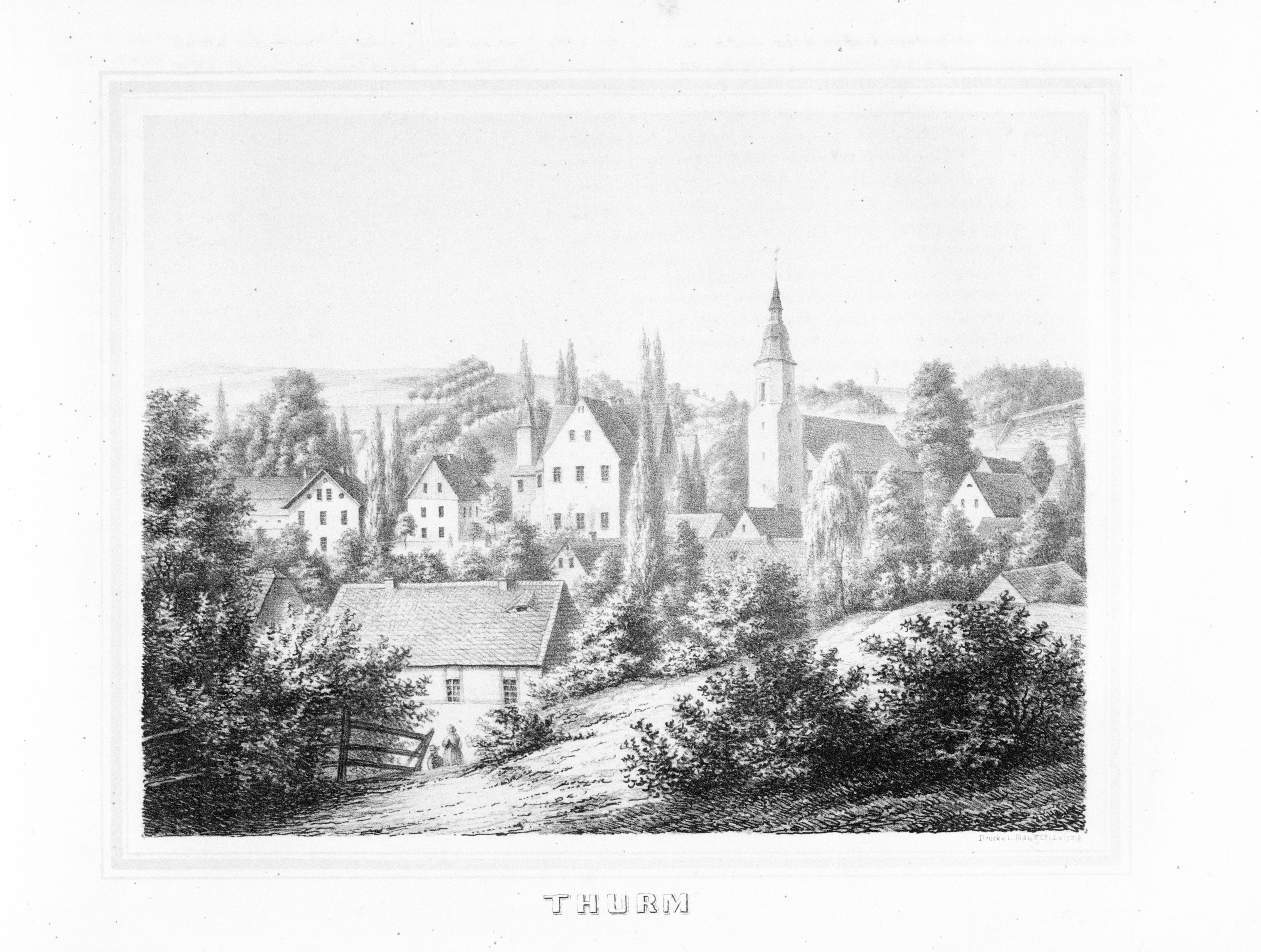
Schloß Thurm mit der Dorfkirche (vor 1856)
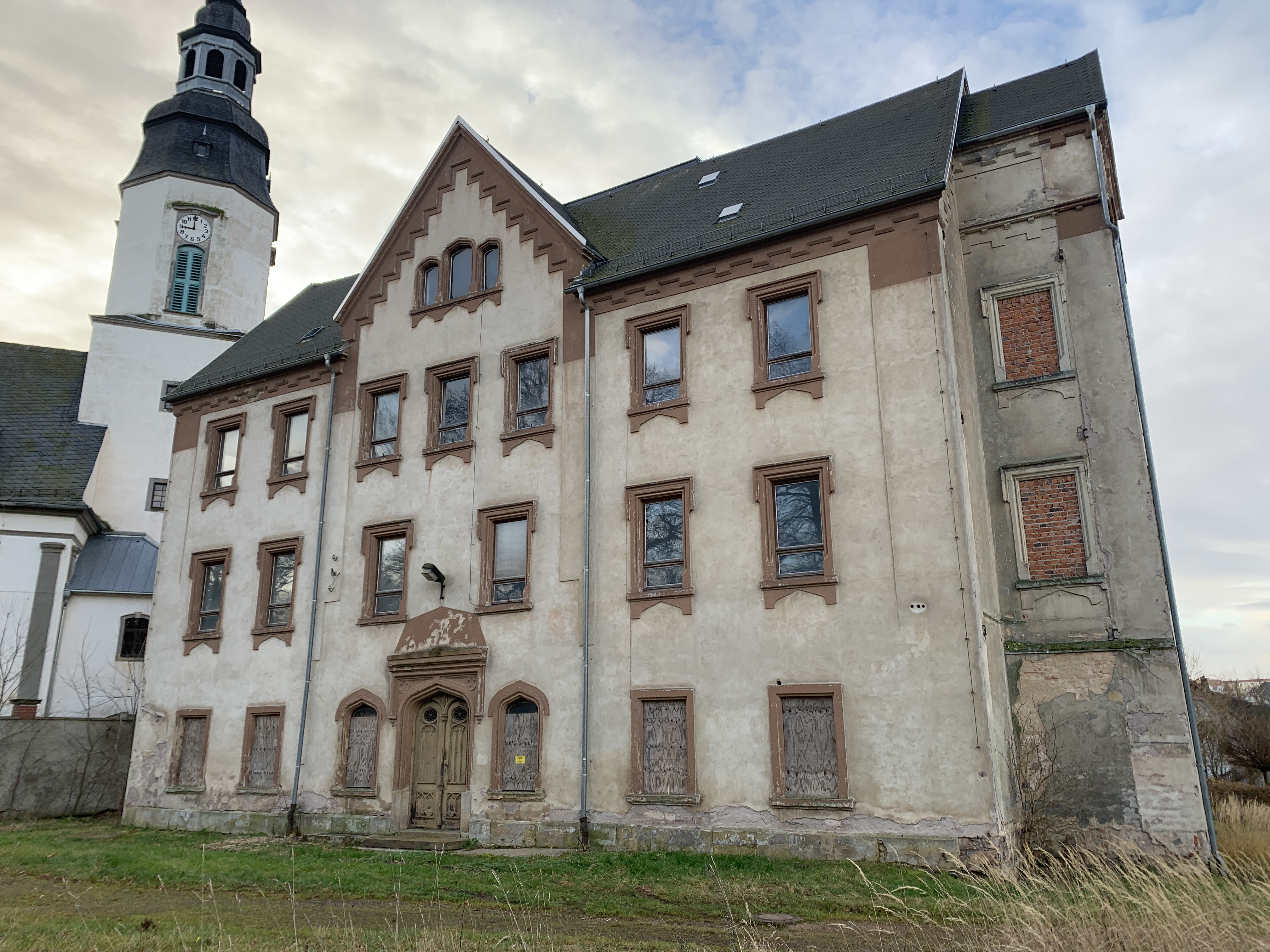
Schloss Thurm (2021)
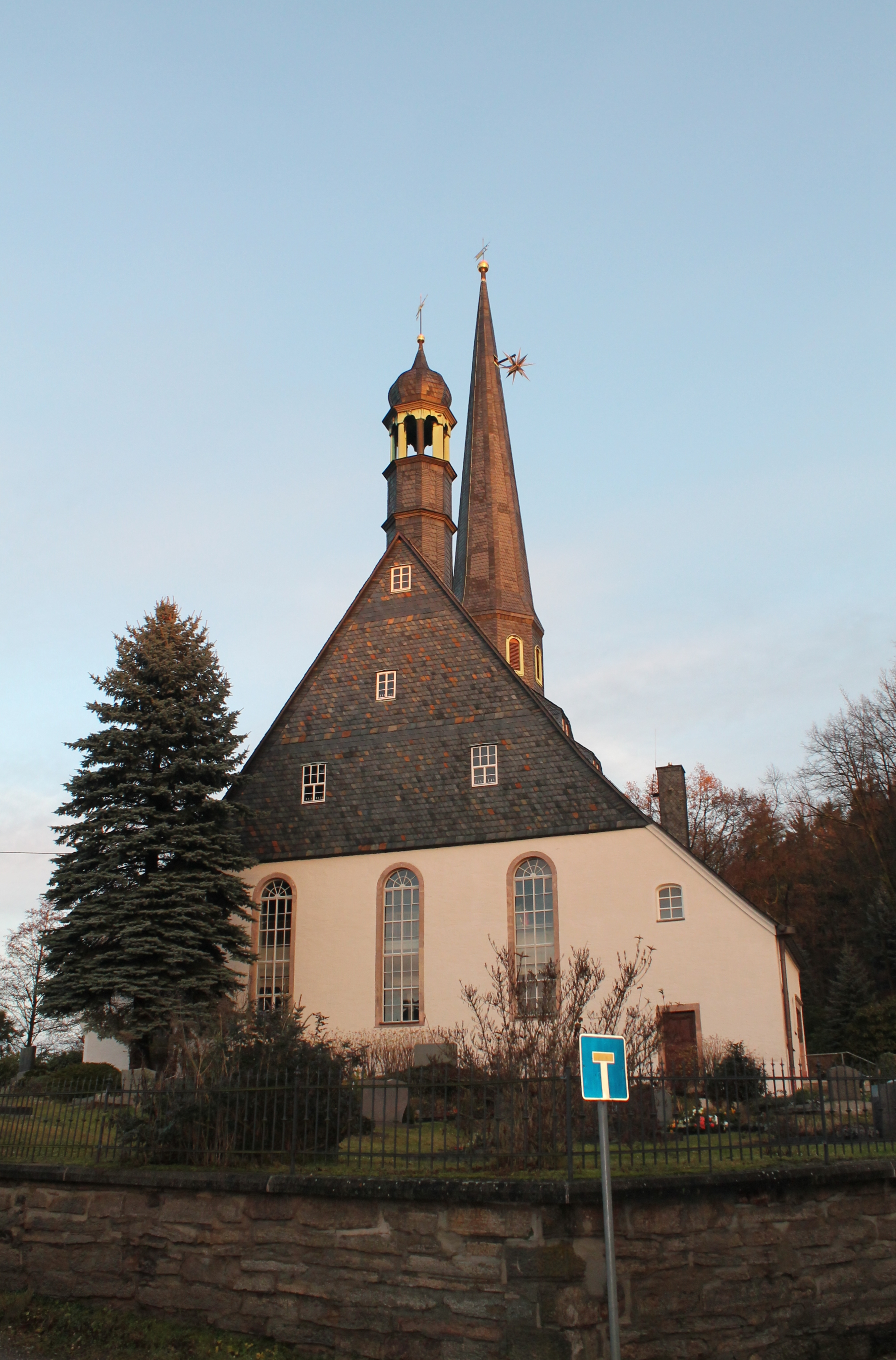
Die Niclaser Kirche
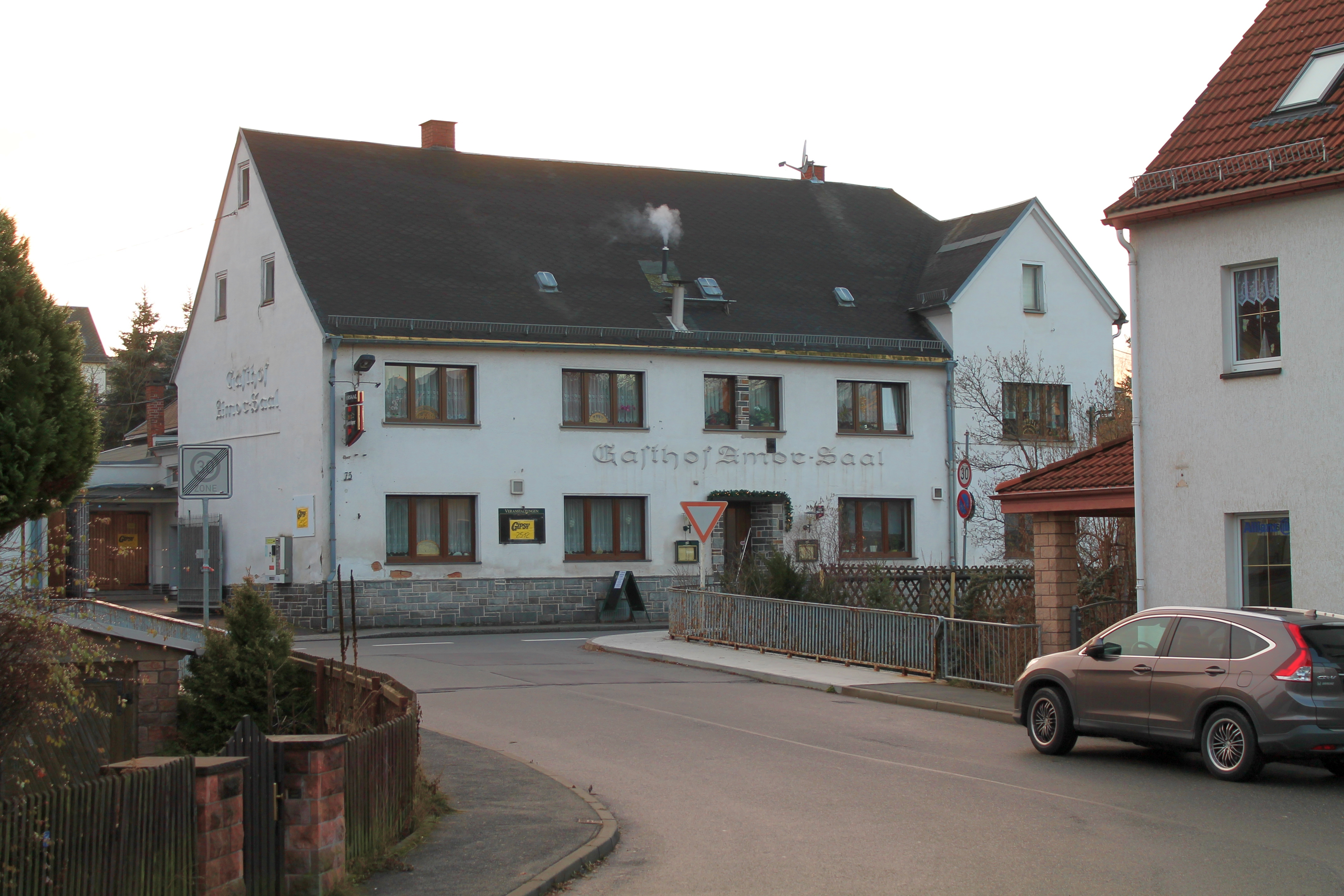
Der Amorsaal in Mülsen St. Niclas
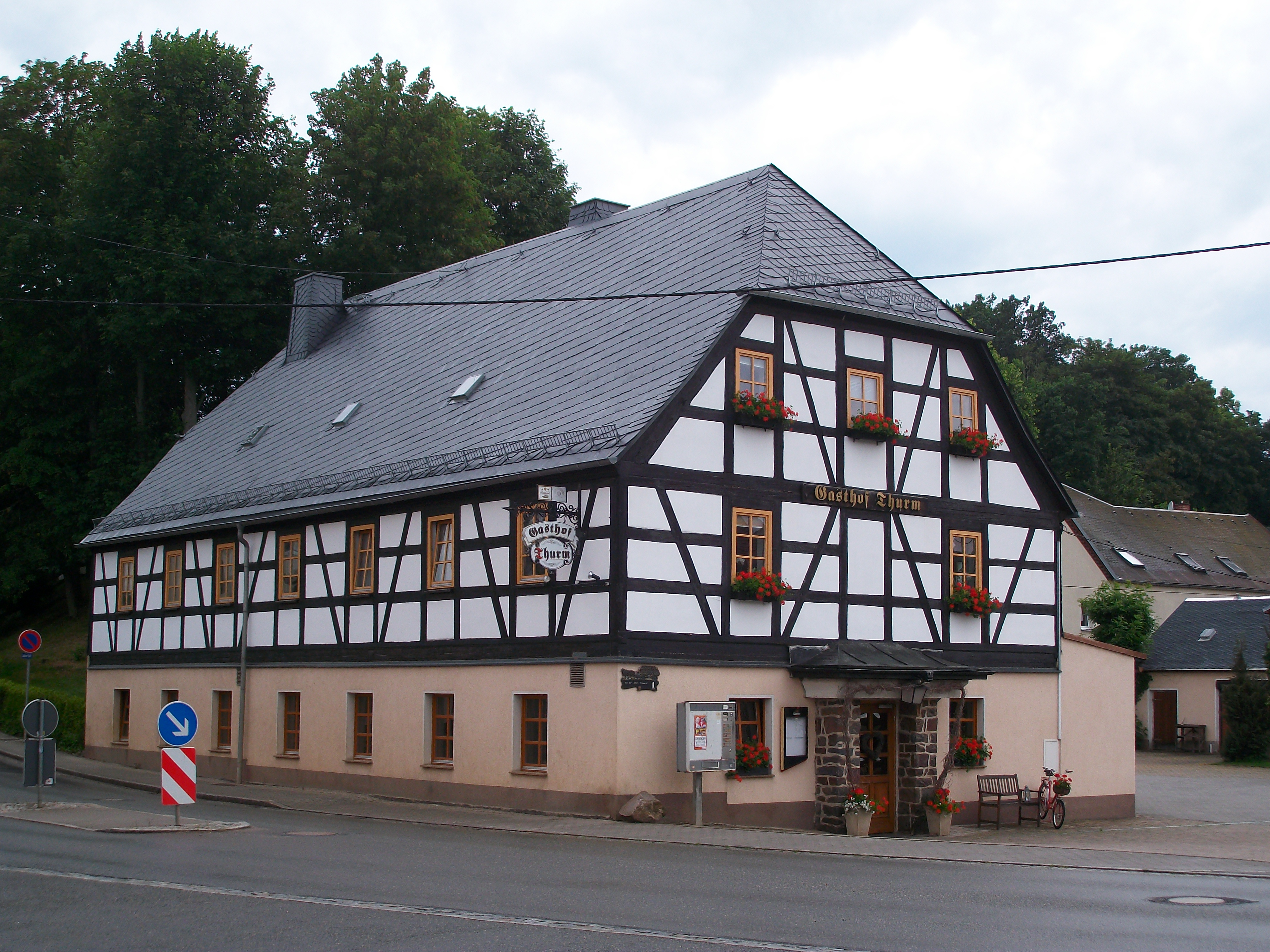
Gasthof Thurm

#### Einzeldenkmale der Sachgesamtheit Mülsengrundbahn
Von 1885 bis 1951 fuhr durch den Mülsengrund außerdem eine 14 km lange 750-mm-Schmalspurbahn von Mosel nach Ortmannsdorf. Die Relikte der Bahn, wie zwei hölzerne Wartehallen und der Bahnhof Ortmannsdorf, werden vom „Arbeitskreis Mülsengrundbahn“ erhalten. Des Weiteren wurden u. a. am Haltepunkt Niedermülsen ein Traglastenwagen aufgestellt und an einigen Stationen neue Bahnulmen gepflanzt und Schilder aufgestellt.

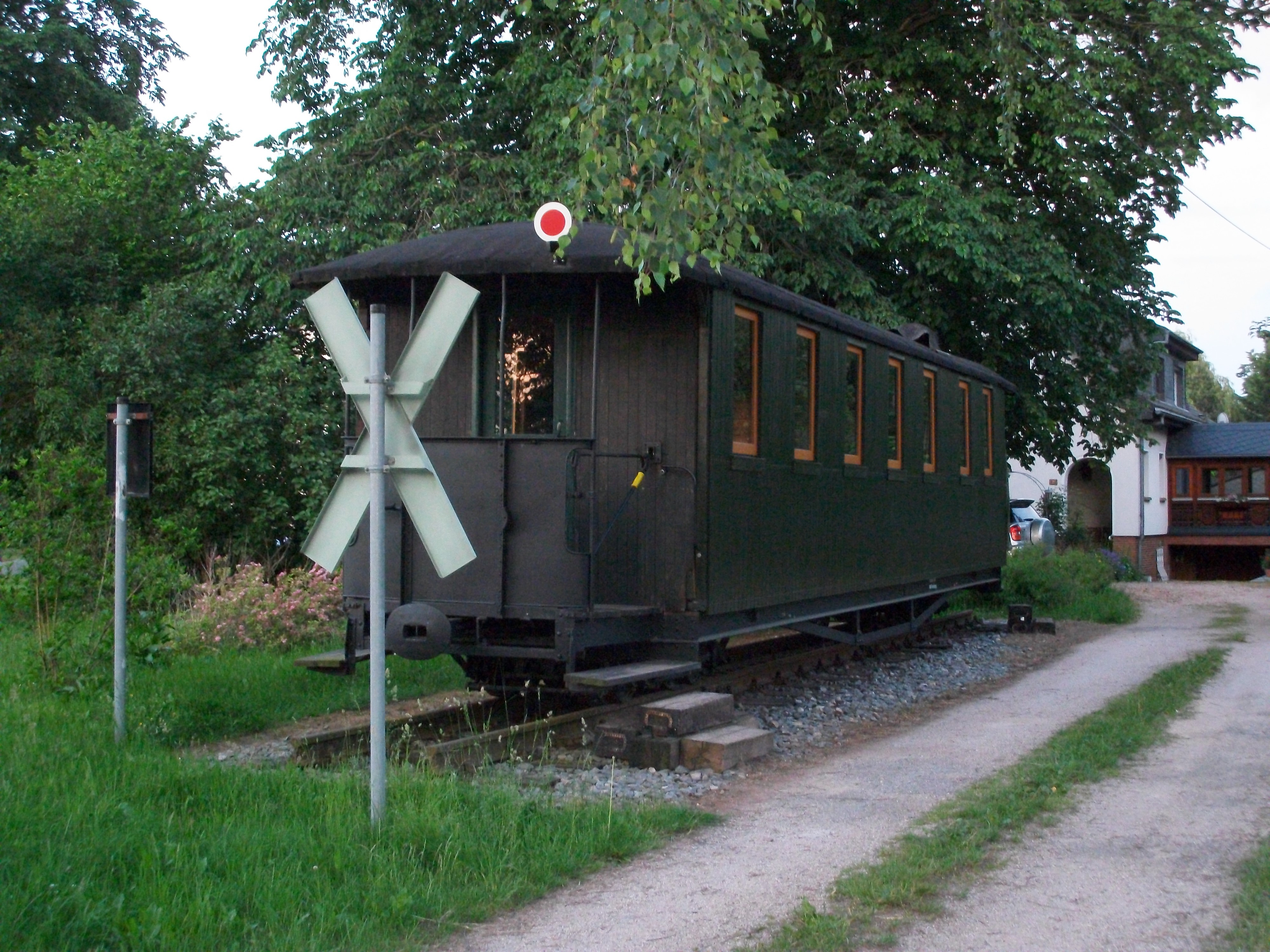
Hp Niedermülsen (2016) mit Traglastenwagen
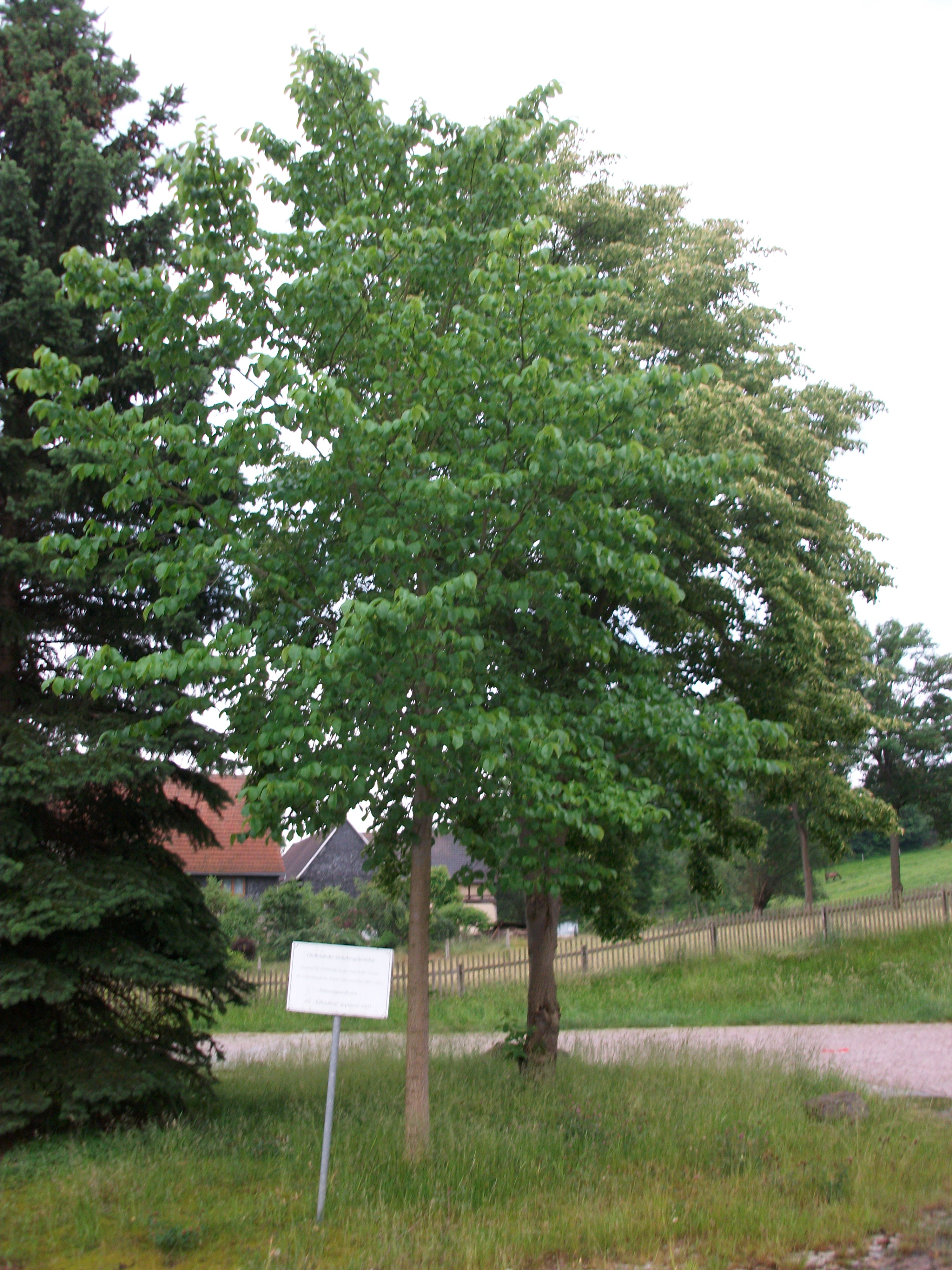
Hst Thurm, neue Bahnulme am Standort der Wartehalle (2016)
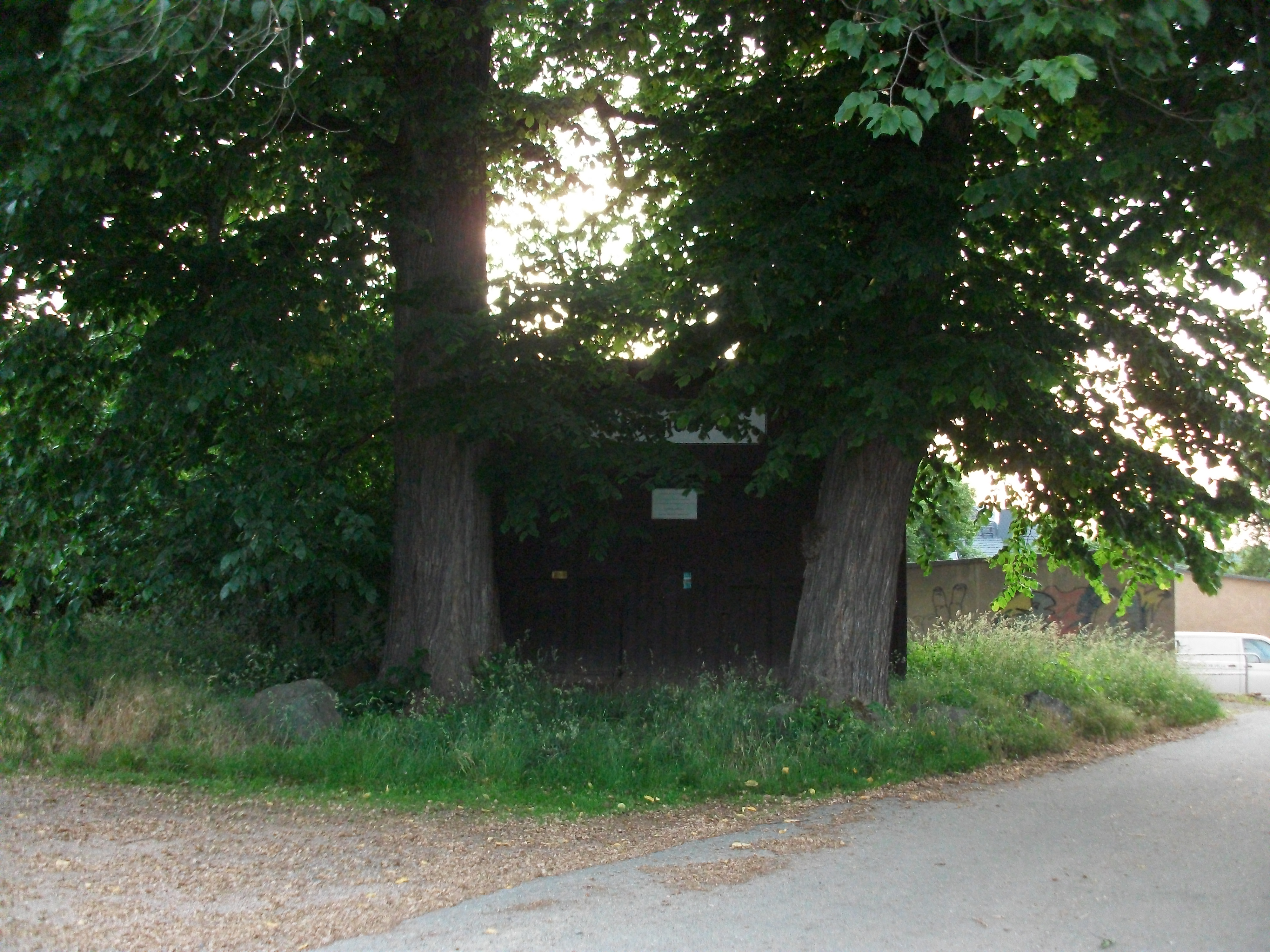
Hst Stangendorf, histor. Wartehalle mit Bahnulmen (2016)
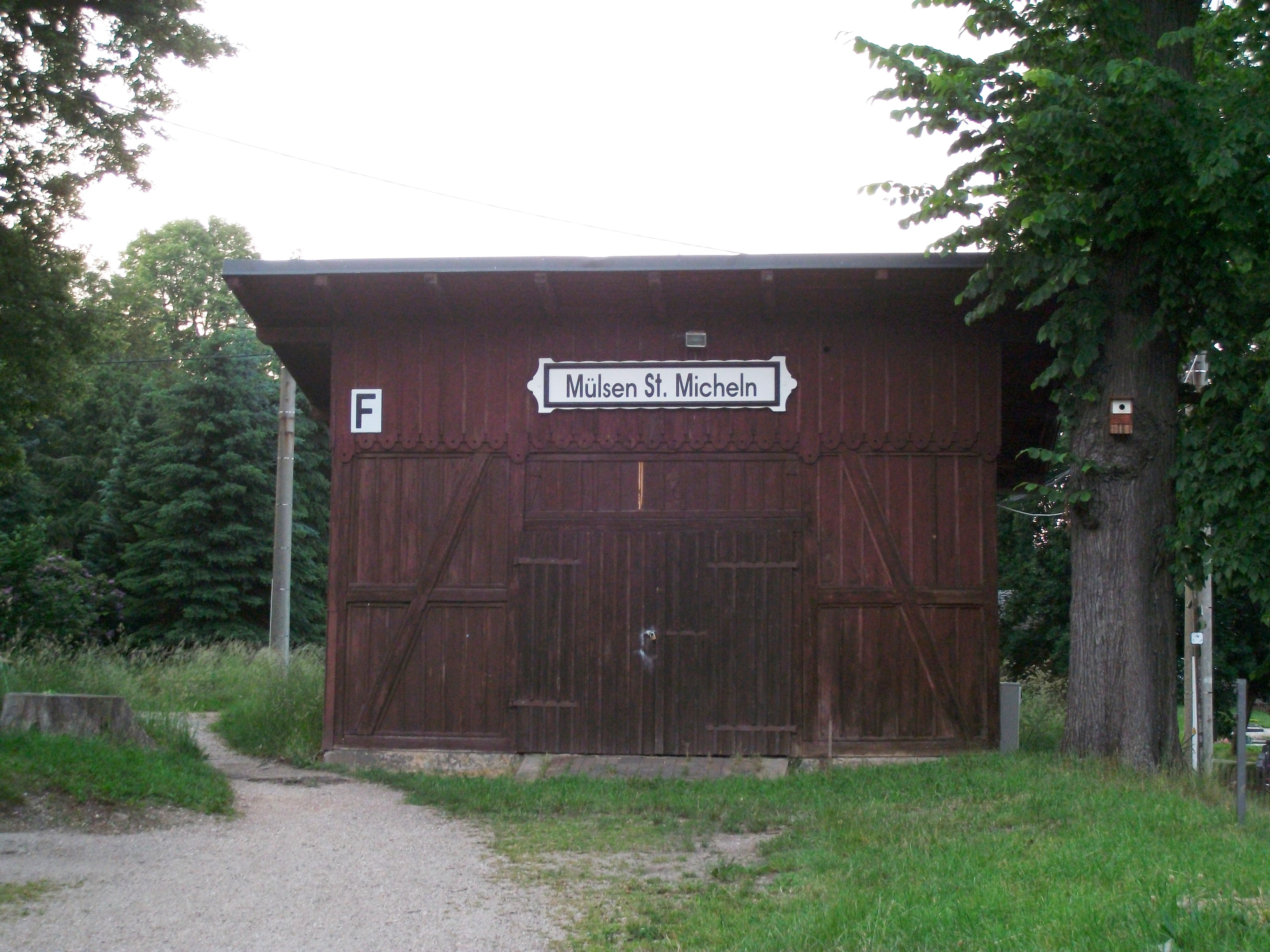
Hst Mülsen St Micheln, histor. Wartehalle (2016)
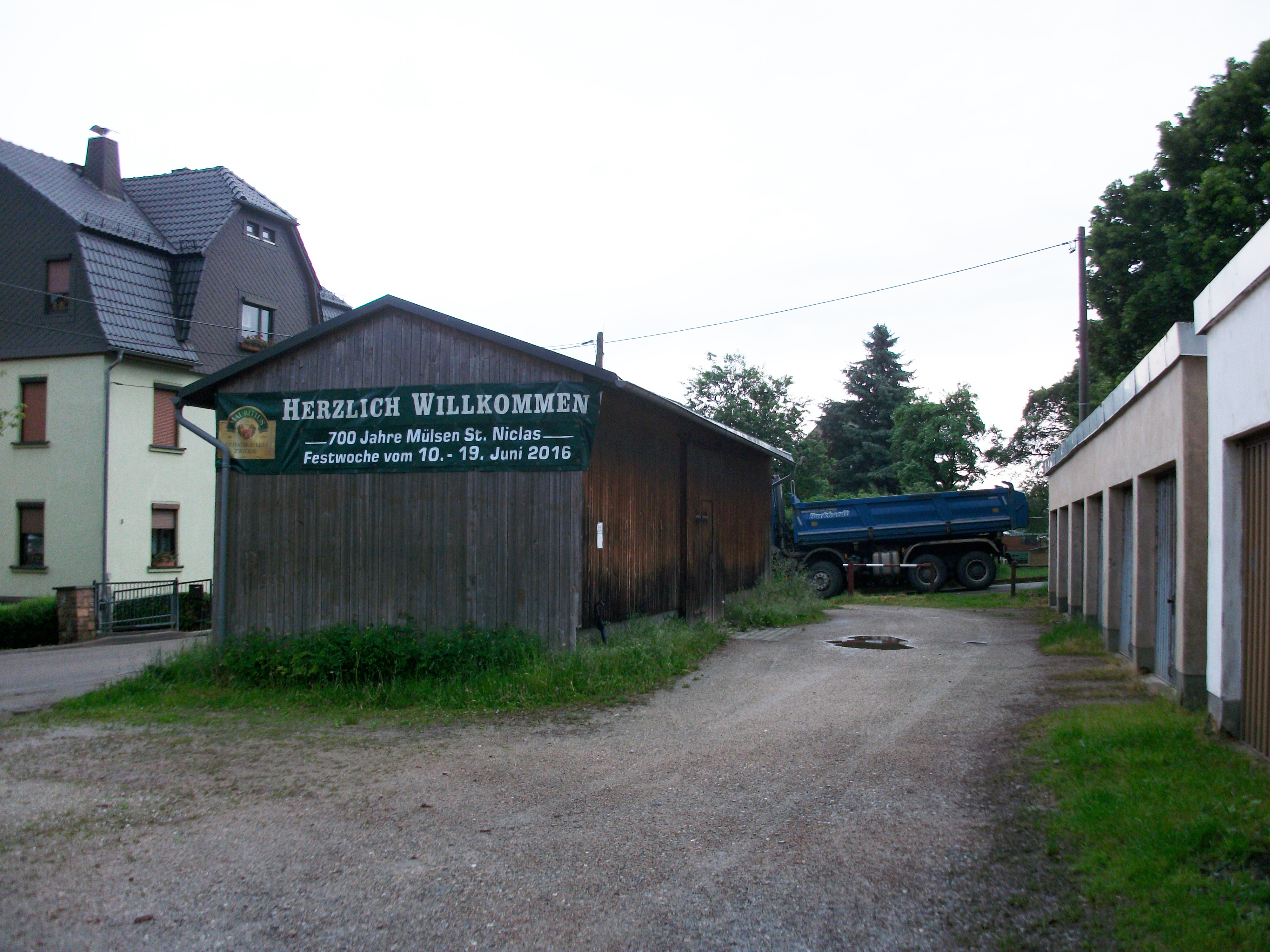
Hst Mülsen St Niclas, Güterschuppen (2016)
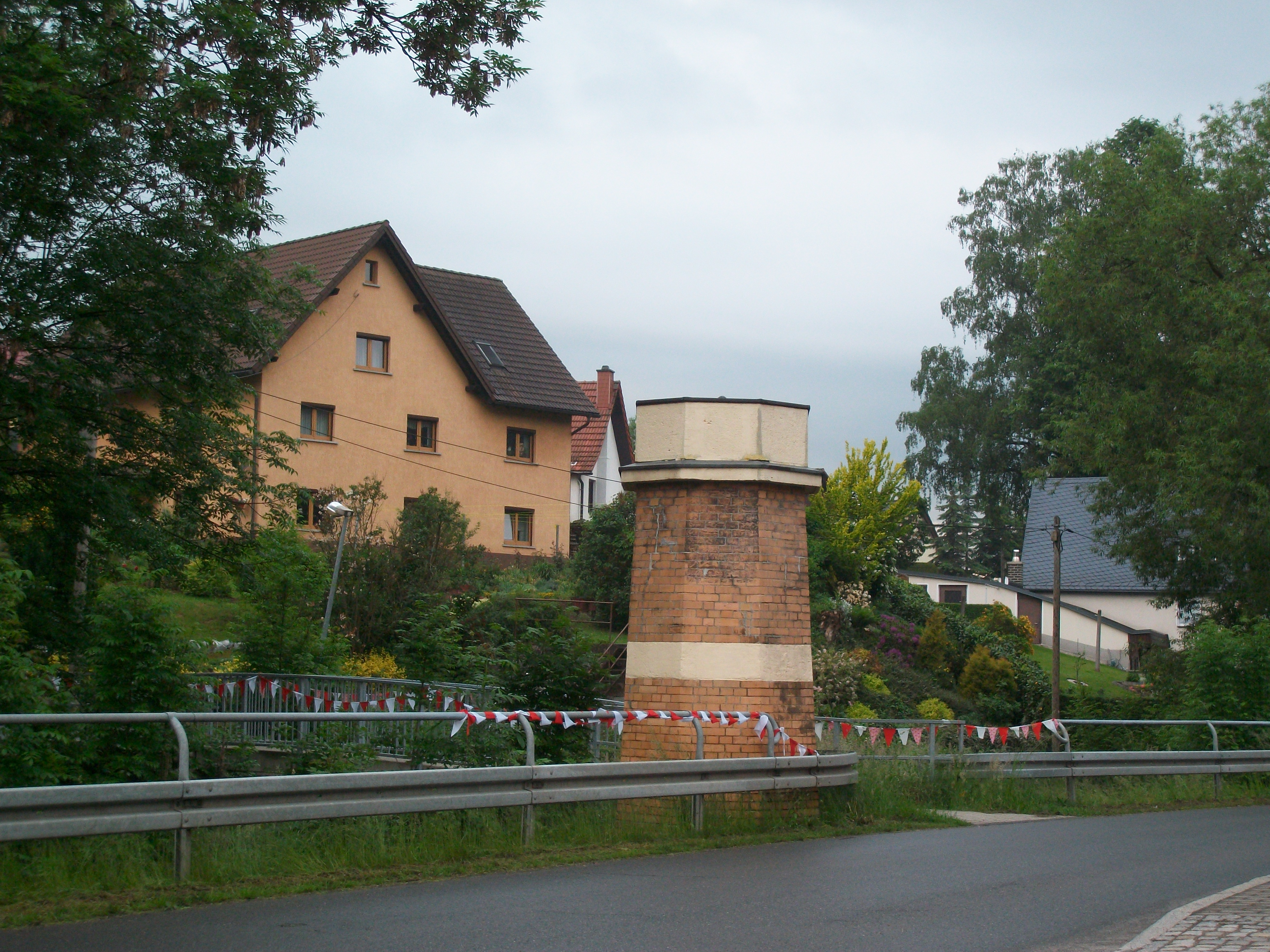
Ortmannsdorfer Viadukt, Brückenpfeiler (2016)
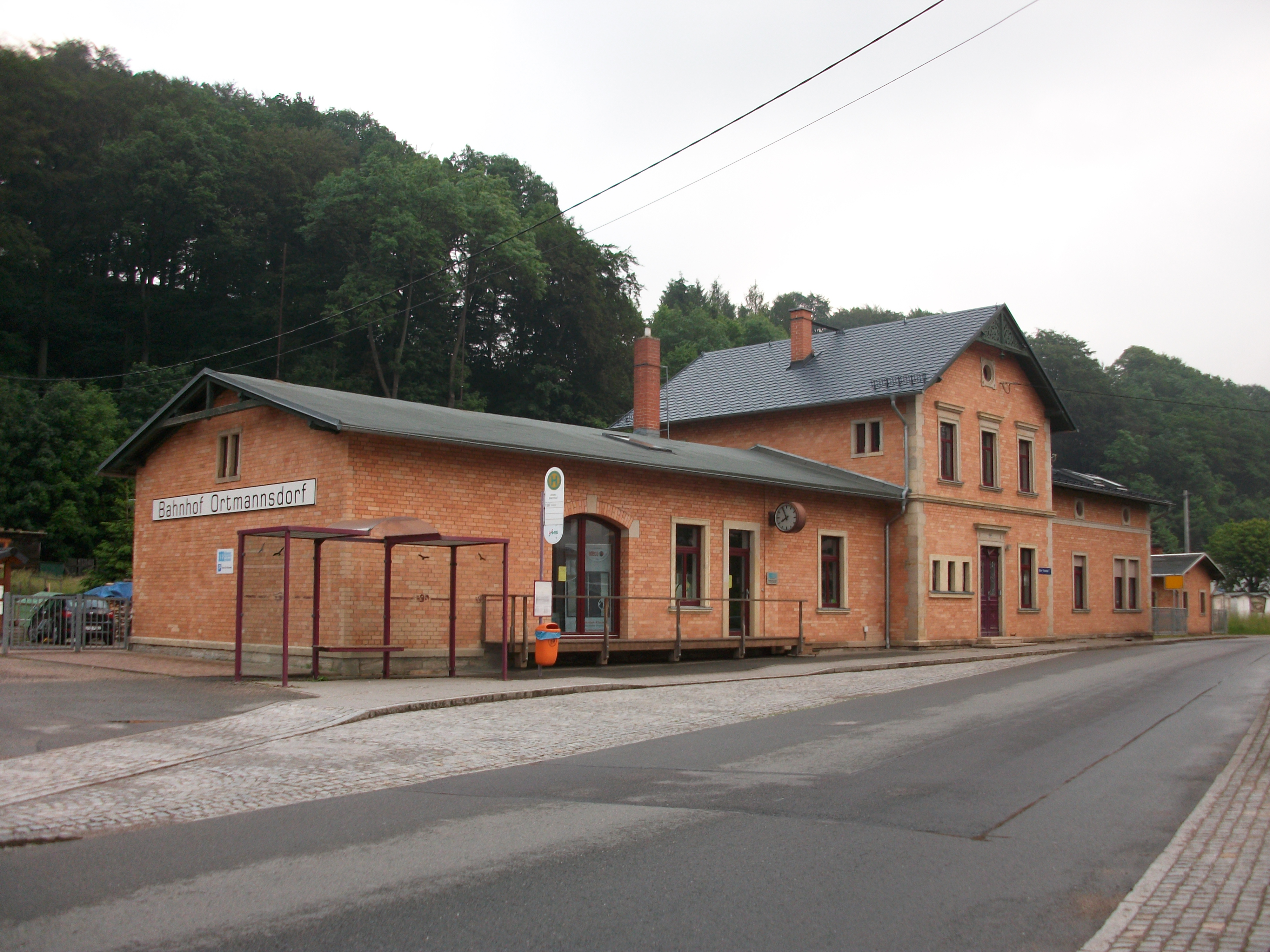
Bahnhof Ortmannsdorf, Empfangsgebäude (2016)

### Gedenkstätten
- Gedenkanlage vor dem Textilwerk mit mehrsprachigen Schrifttafeln, die an die Opfer von Zwangsarbeit erinnern
- Gedenktafel an der Außenwand des Fabrikgebäudes zur Erinnerung an 198 Brandopfer unter den KZ-Häftlingen vom Mai 1944
- Gedenkstein oberhalb des Textilwerkes für 51 KZ-Häftlinge, die ermordet und dort begraben wurden
- Gedenkanlage für die Kriegsopfer des Ersten Weltkrieges an der Kirche in Thurm
- Gedenkstein für die Kriegsopfer des Ersten Weltkrieges im Ortsteil Neuschönburg
- Gedenkstein für die Kriegsopfer des Ersten Weltkrieges im Ortsteil Niedermülsen
- Grabstätte auf dem Friedhof des Ortsteiles Ortmannsdorf für einen unbekannten sowjetischen Kriegsgefangenen, der während des Zweiten Weltkrieges ein Opfer von Zwangsarbeit wurde

### Naturdenkmäler
Eines der bekanntesten Naturflächendenkmäler in Mülsen ist der in Stangendorf liegende Wilhelmsgrund. Hier erfährt und sieht der Wanderfreund auf einem zwei Kilometer langen Wanderpfad in zahlreich angelegten Biotopen eine weitestgehend erhaltene Flora und Fauna mit seltenen Pflanzen- und Tierarten. Er gehört zu den schönsten Kerbtälern und Wandergebieten im Mülsengrund selbst. Ein weiteres bekanntes Naturflächendenkmal, der Wulmer Hang, liegt unmittelbar an der Zwickauer Mulde und erstreckt sich auf reichlich fünfhundert Metern zwischen Wulm und dem angrenzenden Ort Schlunzig bei Mosel.
- Siehe auch: Liste der Naturdenkmale in Mülsen

### Sport
In den diversen Ortsteilen Mülsens sind mehrere Sportvereine aktiv und unterhalten verschiedene Sportsektionen. Am bekanntesten ist die SG Motor Thurm mit ihrem sehr modernen Sportstadion in Stangendorf. Zu ihr gehört eine 4-Bahn-Kegelanlage, welche in den letzten Jahren generalüberholt und modernisiert worden ist.
Weitere Sportvereine sind der Turnverein Mülsen, die Schützengesellschaft zu Thurm, der SV Blau-Gelb Mülsen, der SV Mülsen St. Niclas und der SV 1861 Ortmannsdorf sowie der MSC Motocross. Des Weiteren gibt es noch einige wenige andere Sportvereine, die aber mehr im Hobbysportbereich angesiedelt sind.
Seit August 2019 hat sich die Arena E, eine Motorsportarena, einen weit über die Region hinaus weitreichend großen Zuspruch erworben.

### Regelmäßige Veranstaltungen
Bekannt ist Mülsen für den Radlersonntag am zweiten Sonntag im Mai. Über 10.000 Menschen machen sich Jahr für Jahr mit ihren Fahrrädern oder Inlineskates auf den Weg um die etwa 23 km lange Strecke des Mülsengrundes zu erkunden. Der Radlersonntag ist damit das längste Volksfest in Sachsen. Prominente Persönlichkeiten wie der ehemalige sächsische Ministerpräsident Georg Milbradt haben schon daran teilgenommen. Die DDR-Radsportlegende Gustav-Adolf Schur war bereits mehrmals dabei. Auch viele andere Prominente aus Politik, Gesellschaft und Sport wurden regelmäßig zum Radlersonntag gesichtet.
Einen Tag vor dem Radlersonntag wird der Mülsengrundlauf ausgetragen, der seit Mai 2001 im Sportzentrum im Ortsteil Stangendorf gestartet und beendet wird. Über verschiedene Laufdistanzen können alle Altersgruppen zwischen 3 und 99 Jahren teilnehmen

## Wirtschaft und Infrastruktur

### Verkehr
In Mülsen St. Jacob quert die Bundesstraße 173 von Chemnitz nach Zwickau den Mülsengrund. In der Nähe von Berthelsdorf führt die Bundesstraße 93 (von Zwickau nach Altenburg) entlang, unweit der Bundesautobahn 4. An Ortmannsdorf grenzt die Bundesautobahn 72. Von 1885 bis 1951 fuhr durch den Mülsengrund außerdem eine 14 km lange 750-mm-Schmalspurbahn von Mosel nach Ortmannsdorf. Die Relikte der Bahn, wie zwei hölzerne Wartehallen und der Bahnhof Ortmannsdorf, werden vom „Arbeitskreis Mülsengrundbahn“ erhalten. Siehe dazu das Kapitel Sehenswürdigkeiten.

### Ansässige Unternehmen
Mülsen liegt in einem ursprünglich landwirtschaftlich geprägten Gebiet. Seit der Wende 1989/90 brach die Industriebranche weitestgehend komplett weg und es entstanden neue Unternehmen im Einzelhandel, Baugewerbe und Dienstleistungsbereich.
Der vor der Wende wohl bekannteste volkseigene Industriebetrieb VEM Elektromotorenwerke Thurm ist 1993 als Unternehmen aus dem Ort ausgelagert worden und befindet sich heute mit seinem Betriebsgelände auf Zwickauer Territorium, wo schon zu DDR-Zeiten produziert wurde.
Der ebenfalls einst sehr bekannte Textilbetrieb VEB Textilwerke Mülsen, mit mehreren Werksbereichen in Mülsen, wurde zur Wende ebenfalls aufgelöst bzw. neu strukturiert sowie privatisiert. Von den beiden Werksteilen in Mülsen St. Micheln und Mülsen St. Jacob produziert noch das Erstgenannte. Das Werk in Mülsen St. Jacob wurde 2020 geschlossen. Das Gebäude wurde danach komplett abgerissen.

### Medien
Seit dem Zusammenschluss der Ortsteile zur Einheitsgemeinde Mülsen gibt die Gemeinde ein eigenes Amtsblatt unter dem Namen Mülsengrundkurier heraus, welches monatlich erscheint. Vor dem Zusammenschluss existierten in den unteren und oberen Ortsteilen zwei verschiedene Amtsblätter.
Diese waren Der aktuelle Mülsener für die Ortsteile Marienau, Neuschönburg, Ortmannsdorf, Mülsen St. Niclas und Mülsen St. Jacob sowie der Gemeindebote für die Ortsteile Mülsen St. Micheln, Stangendorf, Thurm und Niedermülsen.
Berthelsdorf und Wulm hatten bis zu ihrem Zusammenschluss mit Mülsen kein Amtsblatt.

### Bildung

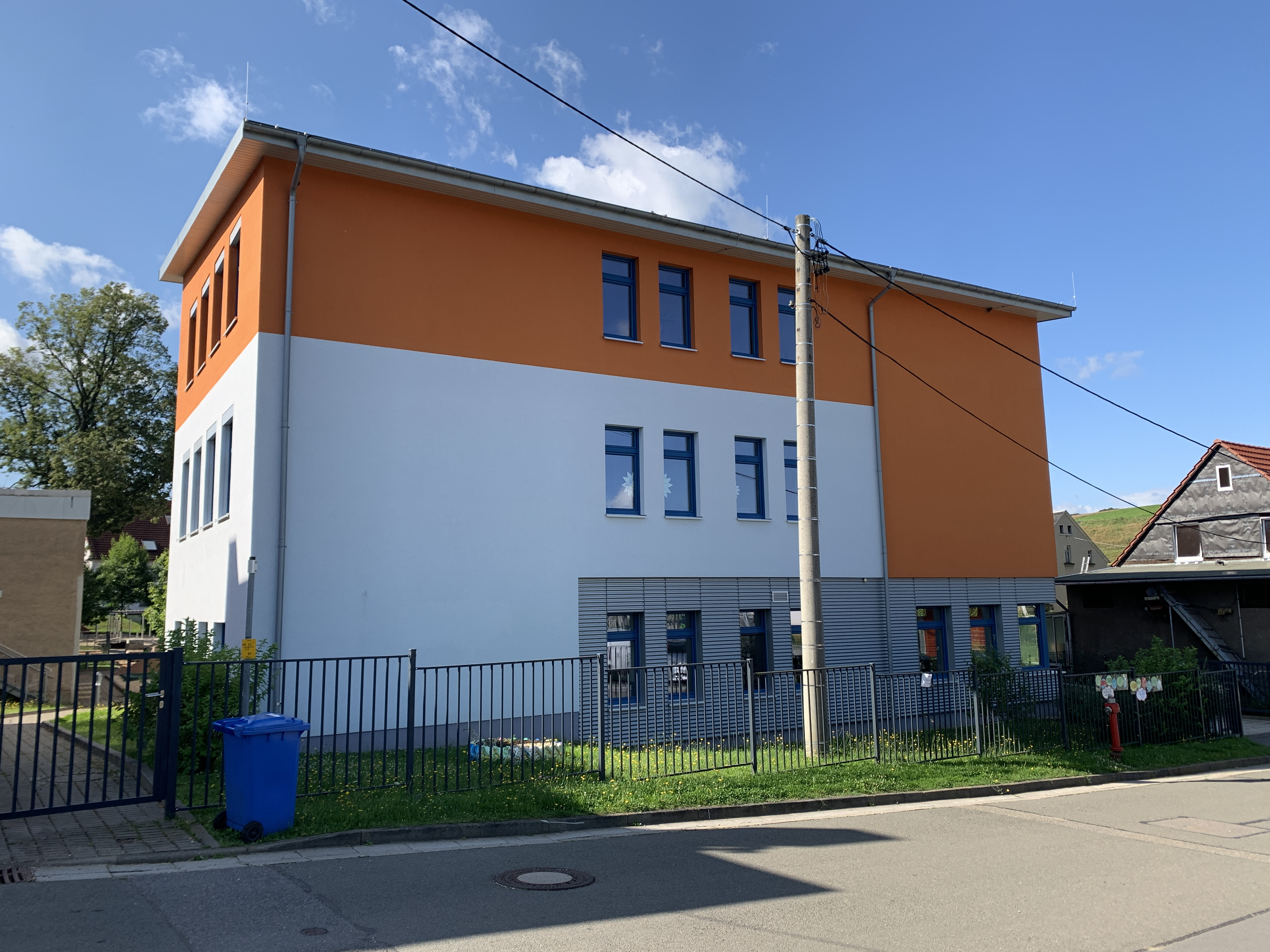
Förderschule für Erziehungshilfe in Mülsen St. Micheln

In Mülsen existierten vor der Bildung der Einheitsgemeinde mehrere Schulen unterschiedlichen Types, darunter in Thurm (Grund- und Mittelschule), Mülsen St. Micheln (Gymnasium, Außenstelle), Mülsen St. Jacob (Mittelschule) sowie Mülsen St. Niclas (Grundschule), Ortmannsdorf (Grundschule bzw. Förderschule).
Seit 2011 existieren je eine Grundschule in Mülsen St. Niclas und Thurm.
Die Förderschule zog 2012 nach St. Micheln um. Die Mittelschule in St. Jacob ist verblieben. Die Grundschule in Ortmannsdorf wurde geschlossen.
Weitere Bildungseinrichtungen gibt es in Mülsen nicht.

## Persönlichkeiten

### Söhne und Töchter der Gemeinde
- Johann Jacob Schramm (1724–1808), Orgelbauer
- Bernhard Hieronymus Ludwig (1834–1897), Möbelfabrikant und Hof-Kunsttischler
- Curt Münch (1882–1966), Detektiv und Hellseher
- Eugen Fritsch (1884–1933), Weber und MdL (SPD)
- Richard Schubert (1886–1955), Politiker (KPD)
- Otto Max Sachse (1893–1935), Heimatforscher und -schriftsteller
- Hans Pezold (1901–1984), Musikwissenschaftler und Hochschullehrer
- Willy Schreier (1907–1988), Bürgermeister von Neuhaus am Rennweg, später von Idstein
- Wilhelm Rüdiger (1908–2000), Kunsthistoriker und Vordenker der „Entarteten Kunst“
- Oswald Pfau (1915–1969), Fußballtorwart und -trainer
- Gerhard Sachs (1923–1996), Oberbürgermeister von Plauen
- Kurt Schubert (1926–1975), Bauingenieur und Hochschullehrer
- Karl-Heinz Kluge (1929–2005), Fußballspieler und -trainer (DDR)
- Christian Hauck (1938–2020), Politiker
- Christoph Franke (* 1944), Fußballspieler und -trainer
- Axel Heinzmann (1946–2018), nach seinem Freikauf aus DDR-Haft politischer Aktivist der rechtsextremen Szene in Südwestdeutschland

### Persönlichkeiten, die vor Ort gewirkt haben
- Horst de Marées (1936–1994), Sportmediziner und Buchautor
- Lars Riedel (* 1967), Diskuswerfer, wuchs in Thurm auf
- Ron Holzschuh (1969–2020), Schauspieler